# Meunasah Manyang (Krueng Barona Jaya)
Meunasah Manyang is een bestuurslaag in het regentschap Aceh Besar van de provincie Atjeh, Indonesië. Meunasah Manyang telt 968 inwoners (volkstelling 2010).